# 马内尔·埃斯特尔
马内尔·埃斯特尔（1968年—）是一位西班牙分子遺傳學家，毕业于巴塞罗那大学，现为苏格兰圣安德鲁斯大学教授，2016年获得加泰罗尼亚国际奖。